# تراث شعبي

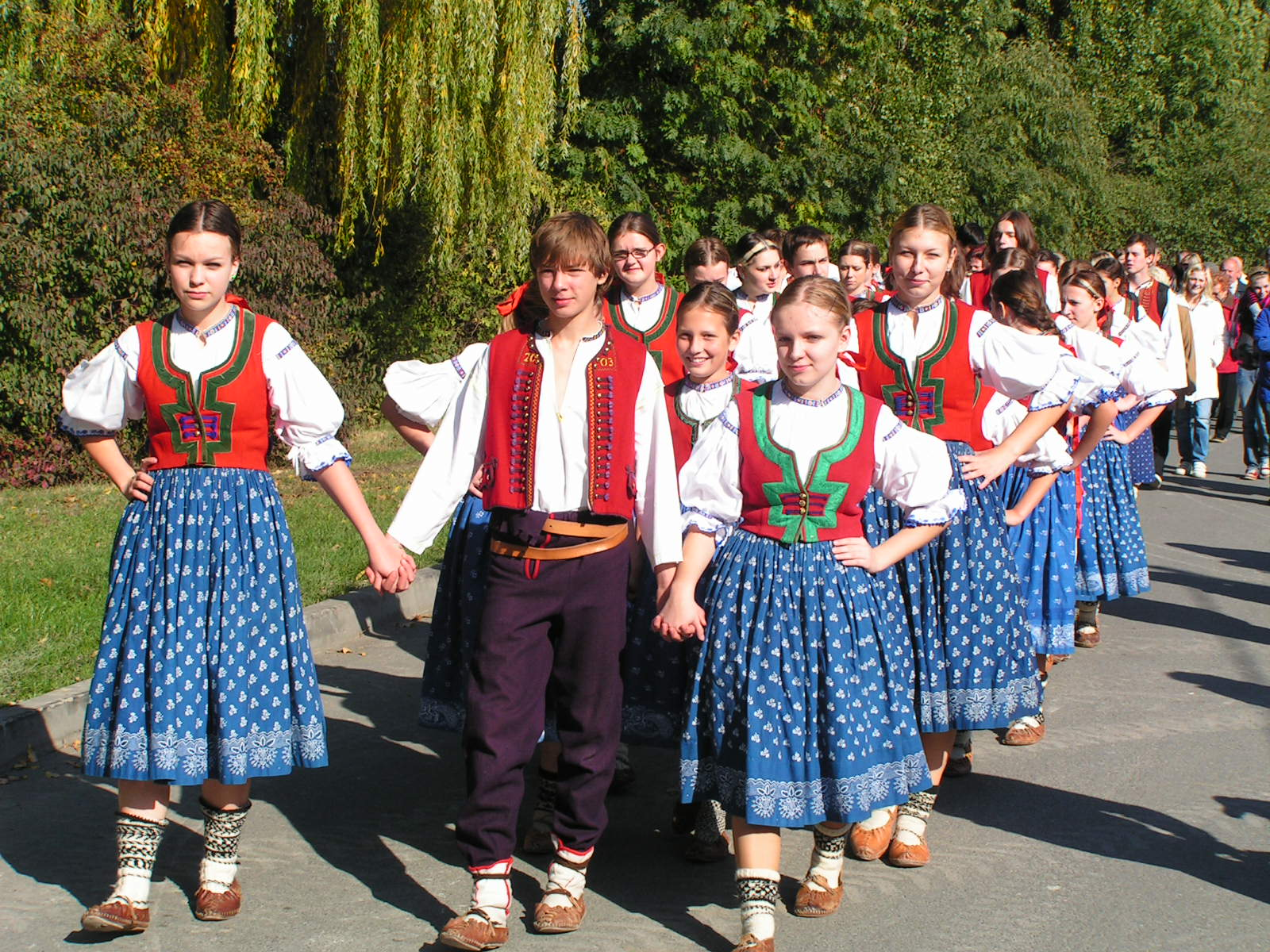
أطفال تشيكيون يؤدون إحدى الرقصات الفلكلورية الشعبية في إحدى المناسبات.

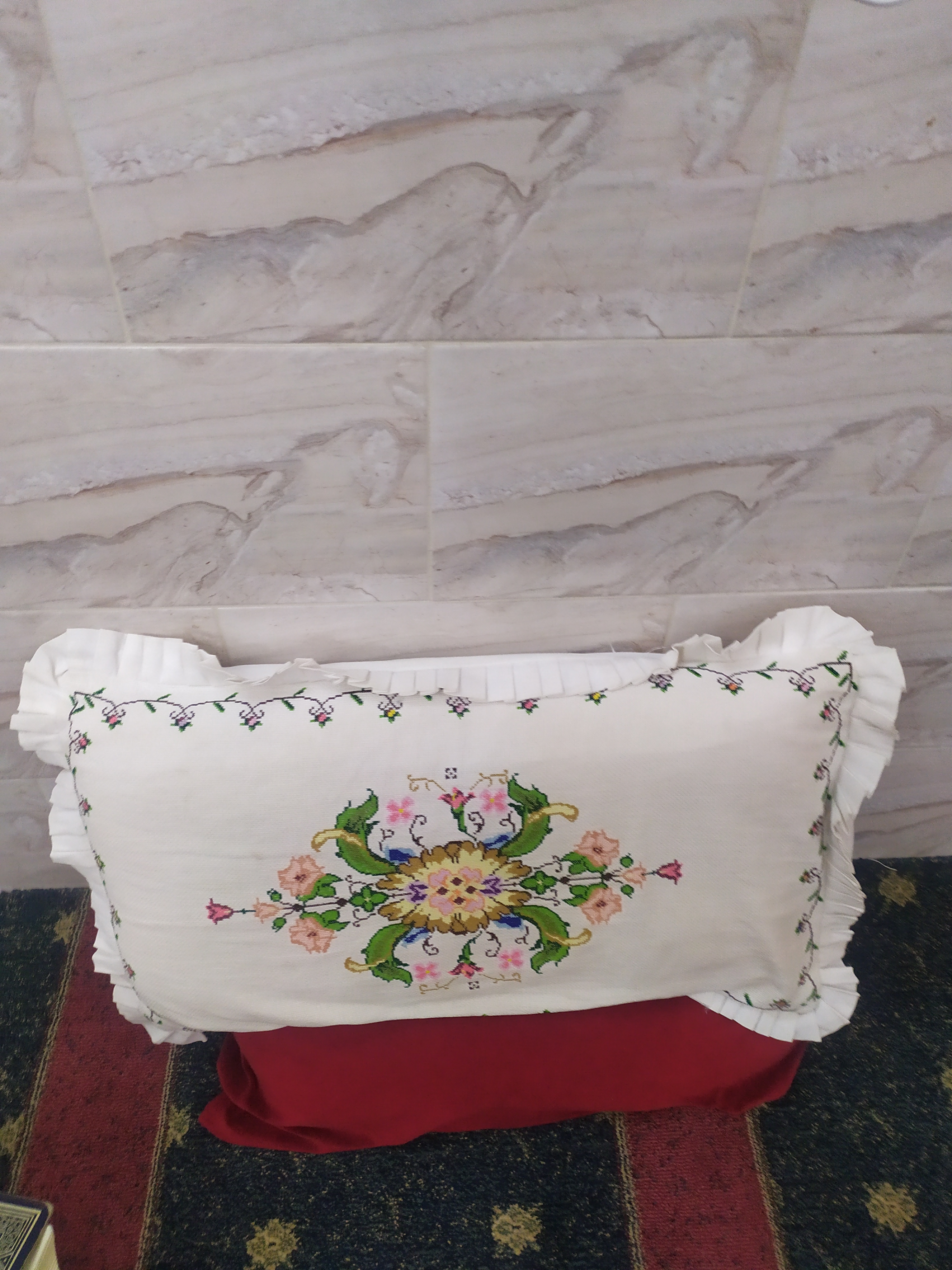
وسادة مطرزة بالحرير يدوياً

التُراث الشعبي أو الفنون الشعبية (بالإنجليزية: Folklore) وتنقحر إلى الفلكلور، هو مجموعة الفنون القديمة والقصص والحكايات والأساطير والثقافة المادية، والفنون التشكيلية المنحصرة ضمن عادات وتقاليد مجموعة سكانية معينة في بلد ما. تُنقل المعارف المتعلقة بالفلكلور من جيل إلى جيل آخر عن طريق الرواية الشفهية غالباً، وقد يقوم كل جيل بإضافة أشياء جديدة أو حذف أشياء لتتوافق في النهاية مع واقع حياته التي يعايشها وهذا الإبداع ليس من صنع فرد ولكنه نتاج الجماعة الإنسانية ككل في مجتمع ما.

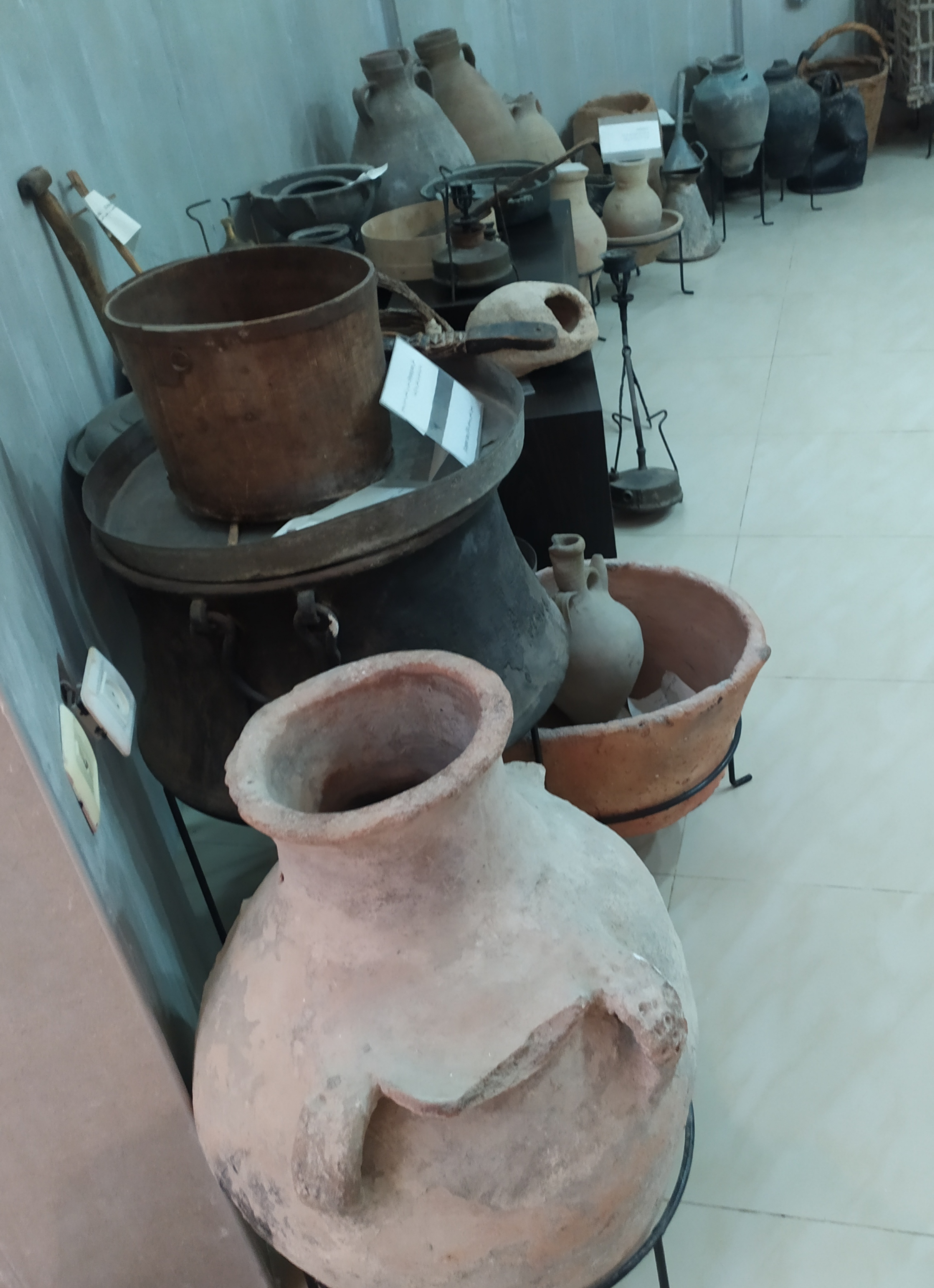
أواني تراثية استخدمت في القدم - متحف دورا

وهذا تعريف آخر للكاتب صالح زيادنة حول تعريف التراث حيث يقول أن التراث هو ما ينتقل من عادات، وتقاليد، وعلوم، وآداب، وفنون، ونحوها من جيل إلى جيل، نقول: «التراث الإنساني» التراث الأدبي، «التراث الشعبي»، وهو يشمل كل الفنون والمأثورات الشعبية من شعر وغناء وموسيقى ومعتقدات شّعبية وقصص وحكايات وأمثال تجري على ألسنة العامة من الناس، وعادات الزواج والمناسبات المختلفة وما تتضمنه من طرق موروثة في الأداء والأشكال ومن ألوان الرقص والألعاب والمهارات.

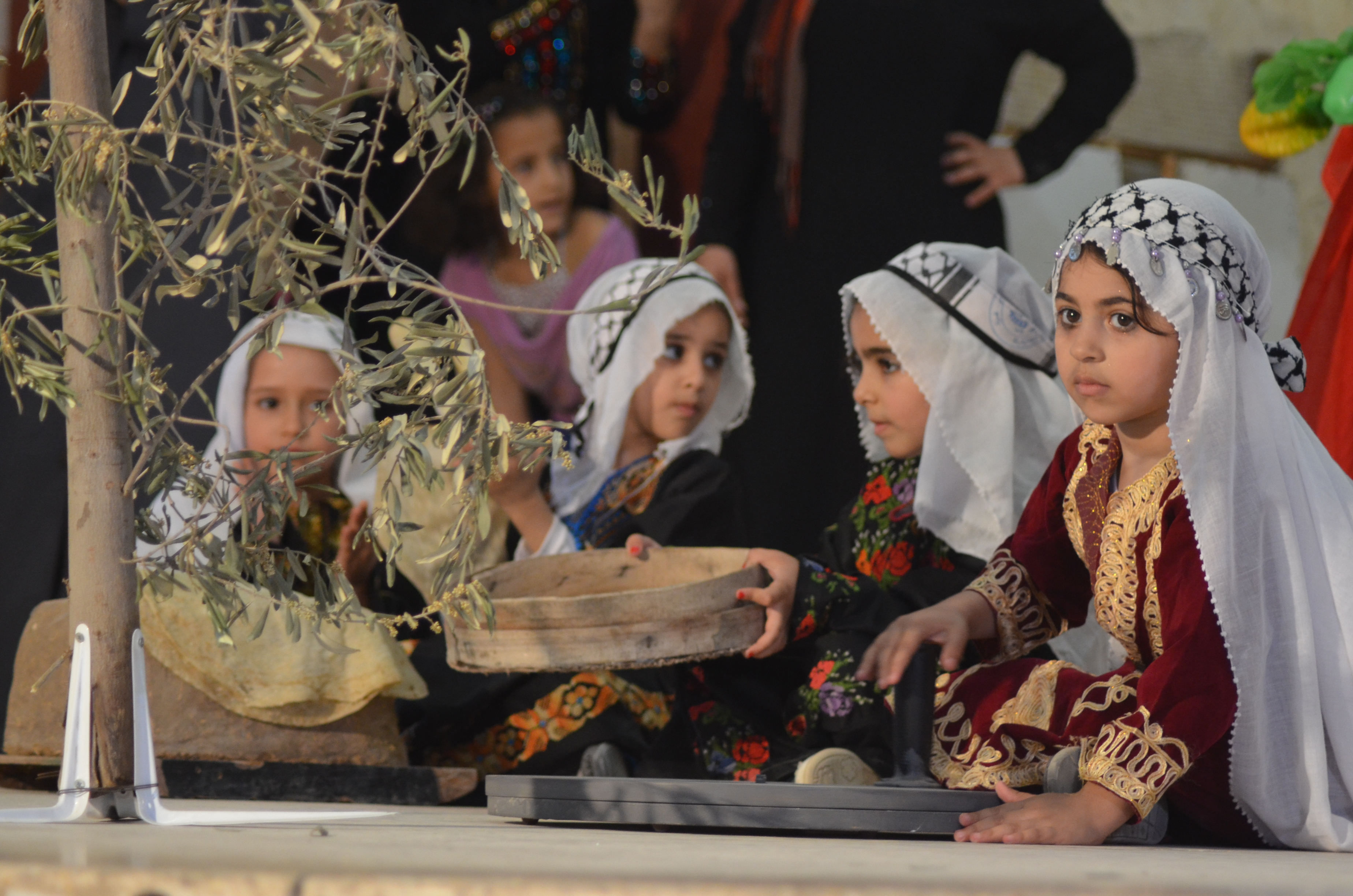
تراث فلسطيني

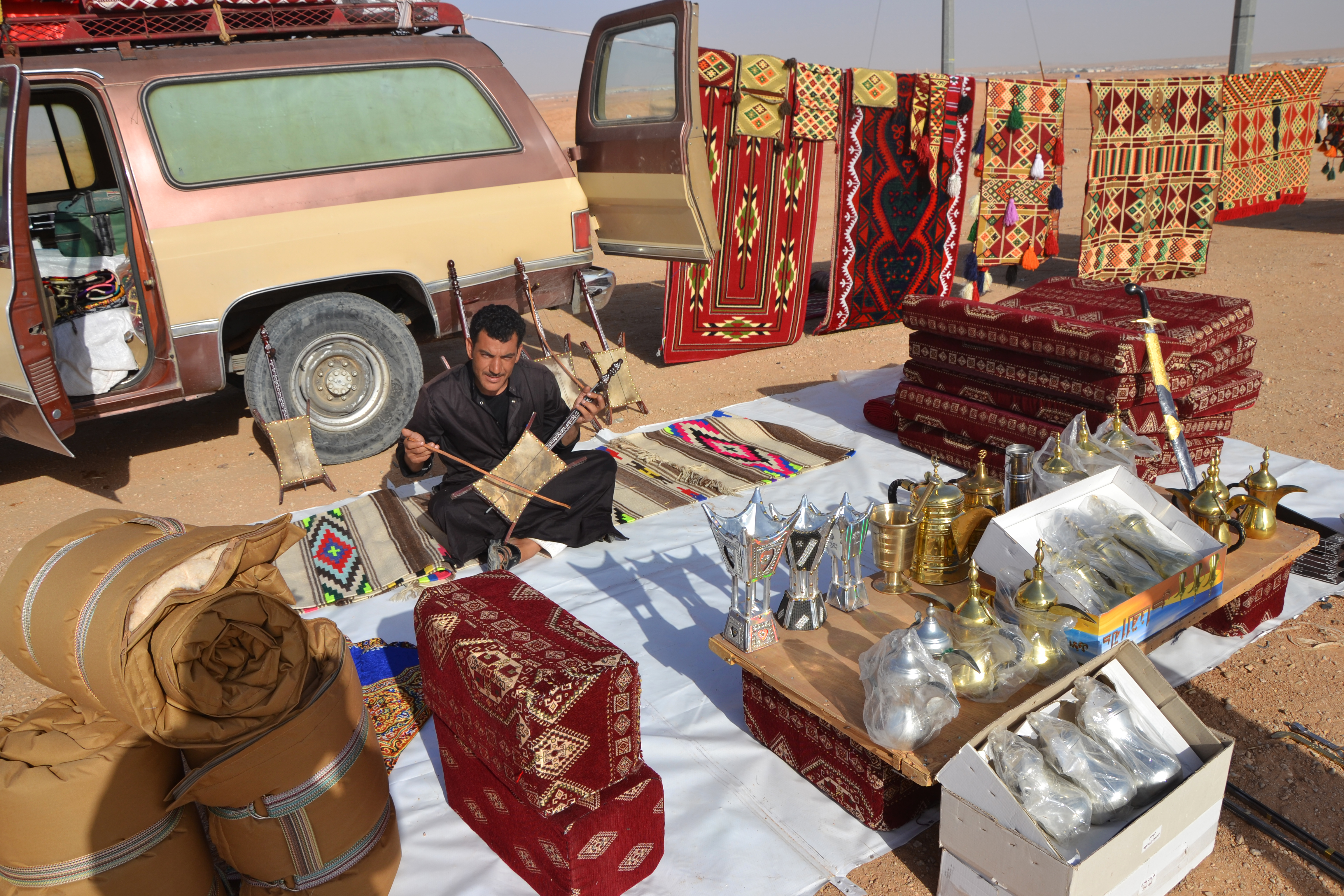
بعض معالم التراث العربي تتجلى في رحلة برية سعودية

## التسمية
أصل تسمية فلكلور جاء من اللغة الألمانية (Volkskunde) ومعناها بالعربية (علم الشعوب) وكلمة فلكلور يقابلها باللغة العربية (التراث) وهو إرثنا عن أسلافنا من الثقافة.
بينما ظهر المصطلح الإنجليزي فلكلور/Folklore عام 1846، حيث استخدمه لأول مرة عالم الأثريات الإنجليزي سيرجون وليام تومز حيث كان مستكملاً ومحدداً به الجهود العلمية والقومية التي سبقته في إنجلترا وألمانيا وفنلندا وغيرها من بلدان أوروبا، وقد شاع مصطلح فلكلور بعد ذلك بمعنى حكمة الشعب ومأثوراته، وذلك كمصطلح يدل على موضوعات الإبداع الشعبي حتى تطورت وتقدمت مناهج علم الفلكلور وإتسع مجال بحثه ليشمل مختلف أوجه النشاط الخلاق للإنسان في بيئته وارتباطه بالثقافة الإنسانية ككل.

## تعريف التراث
التراث هو خلاصة ما خلفه الأجيال السابقة للأجيال الحالية لكي يكون عبرةً من الماضي ونهجاً يستقي منه الأبناء الدروس ليَعبُروا بها من الحاضر إلى المستقبل. والتراث في الحضارة بمثابة الجذور في الشجرة، فكلما غاصت وتفرعت الجذور كانت الشجرة أقوى وأثبت وأقدر على مواجهة تقلبات الزمان. ومن الناحية العلمية هو علم ثقافي قائم بذاته يختص بقطاع معين من الثقافة (الثقافة التقليدية أو الشعبية) ويلقي الضوء عليها من زوايا تاريخية وجغرافية واجتماعية ونفسية.
التراث الشعبي هو عادات الناس وتقاليدهم وما يعبرون عنه من آراء وأفكار ومشاعر يتناقلونها جيلاً عن جيل. ويتكون الجزء الأكبر من التراث الشعبي من الحكايات الشعبية مثل الأشعار والقصائد المتغنّى بها وقصص الجن الشعبية والقصص البطولية والأساطير. ويشتمل التراث الشعبي أيضًا على الفنون والحرف وأنواع الرقص، واللعب، واللهو، والأغاني أو الحكايات الشعرية للأطفال، والأمثال السائرة، والألغاز والأحاجي، والمفاهيم الخرافية والاحتفالات والأعياد الدينية. كذلك فكل الناتج الثقافي للأمة يمكن أن نقول عنه «تراث الأمة».

## استخداماته
تستخدم مواد التراث الشعبي والحياة الشعبية في إعادة بناء الفترات التاريخية الغابرة للأمم والشعوب والتي لا يوجد لها إلا شواهد ضئيلة متفرقة وتستخدم أيضاً لإبراز الهوية الوطنية والقومية والكشف عن ملامحها. التراث والمأثورات التراثية بشكلها ومضمونها أصيلة ومتجذرة إلا أن فروعها تتطور وتتوسع مع مرور الزمن وبنسب مختلفة، وذلك بفعل التراكم الثقافي والحضاري وتبادل التأثر والتأثير مع الثقافات والحضارات الأخرى وعناصر التغيير والحراك في الظروف الذاتية والاجتماعية لكل مجتمع. ويتنوع التراث باختلاف ما تحمله الجذور إلى الشجرة. فقد تحمل إليها قُوتها المُمَثل في الأملاح المعدنية وهو بمثابة ما دوّن من التراث فإن فقد فستصير الأمة كشجرة حبست عنها الأملاح المعدنية فستذبل فتحمل الجذور الماء فتتناقله مكونات الشجرة ليشربوا منه واحدا تلو الآخر فيشرب كل سلف ويسلم الماء لخلفه شأن تواترته الأجيال أبا عن جد من تراث شفوي كالأمثال الشعبية والحكايات الهادفة وغيرهما. فمن رفض الماء وحبسه عن نفسه سيجف من محتواه القومي ثم ينقطع عن سياق حضارته فيسقط من على الشجرة إلى سطح الأرض حيث نقطة الصفر. في جانب آخر، نلاحظ جريان سلوكيات خاصة في عروق كل أمة. وهو تراث سلوكي يمثل بالهواء الذي يبث الحياة في الشجرة فهو ملتصق بها التصاق السلوك بالإنسانية كما أنها تتحرك بحركته حينما يدغدغها نسيمه العليل. أما ما خلفه القدماء من آثار ظلت مصانة كالحصون والقصور والسيوف والدروع وغيرها مما شهد على أمجاد أمتنا العظيمة فهو بمثابة المواد العضوية التي تركتها الكائنات الأخرى في تربة بعد مذبلها أو مماتها لكي تنهل منها الشجرة إلى أن تصبح قادرة على تكوين مادتها العضوية بنفسها.

## ازدراء الفلكلور
قال عثمان الكعاك «وإذا كان بعض الناس يتصور أن الفلكلور هو طريقة لإظهار الشعب في أقبح صوره فإن ذلك من رواسب الاستعمار الذي جعل الشعب يتنكر لنفسه، أمَا وقد زال الاستعمار فلا بدّ من إعادة تسعير القيم الشعبية..».

## التاريخ
بدأت عملية تعريف الفلكلور وتوثيقه في القرنين التاسع عشر والعشرين، بعد أن ظهرت مجموعة من التخصصات والأبحاث الإنسانية التي أهتمت بالفلكلور كعامل مهم في ثقافة الشعوب.

## أنواعه
يمكن تقسيم التراث الشعبي إلى أربعة أقسام:

### التراث اليدوي
كالملابس والدمى والزخارف المستخدمة من قبل السكان.

### التراث الشفهي
كالأساطير والقصص التي يؤمن بها الناس.

### التراث الثقافي
كالأخلاق والقيم التي يؤمن بها شعب معين.

### الطقوس
كطقوس الزواج والمهرجانات.

## أشكاله
وأشكال التراث الشعبي عدّة ومنها:
- الفن الشعبي (بالإنجليزية: Folk Art)
- الأدب الشعبي (بالإنجليزية: Folk Literature)
- الشعر الشعبي (بالإنجليزية: Folk Poetry)
- الطب الشعبي (بالإنجليزية: Folk Medicine)
- الغناء الشعبي (بالإنجليزية: Folk Song)
- الرقص الشعبي (بالإنجليزية: Folk Dance)
- الموسيقى الشعبية (بالإنجليزية: Folk Music)
- الحكايات الشعبية (بالإنجليزية: Folk Tale)

## التراث الشعبي حسب البلد

### شرق آسيا
- فلكلور صيني
- فلكلور كوري
- فلكلور ياباني

### جنوب آسيا
- فلكلور هندي
- فلكلور باكستاني

### جنوب شرق آسيا
- فلكلور فلبيني

### الشرق الأوسط
- فلكلور عربي
- فلكلور حجازي
- فلكلور فارسي
- فلكلور تركي
- فلكلور فلسطيني
- فلكلور كردي

### أوروبا
- فلكلور ألباني
- فلكلور إنجليزي (فلكلور إنجلترا)
- فلكلور إستوني
- فلكلور فرنسي
- فلكلور ألماني
- فلكلور هنغاري
- فلكلور إيرلندي
- فلكلور إيطالي
- فلكلور ليتواني
- فلكلور مالطي
- فلكلور روماني

### الإسكندنافي
- فلكلور سكوتلندي
- فلكلور سلوفاكي
- فلكلور بولندي
- فلكلور روسي
- فلكلور سويسري
- فلكلور ويلزي

### الأمريكي
- فلكلور كندي
- فلكلور لاتيني
- فلكلور برازيلي
- فلكلور كاريبي
- فلكلور كولومبي
- فلكلور أمريكي (فلكور الولايات المتحدة)